# Saint-Maurice-en-Gourgois
Saint-Maurice-en-Gourgois è un comune francese di 1 735 abitanti situato nel dipartimento della Loira della regione dell'Alvernia-Rodano-Alpi.

## Società

### Evoluzione demografica
Abitanti censiti